# Minhas Partidas Favoritas
Minhas Partidas Favoritas é um livro sobre enxadrismo escrito pelo consagrado enxadrista Ronald Câmara, e publicado no Brasil em 2006.

## Sinopse
O autor neste que é seu terceiro livro, narra as jogadas e estratégias das trinta melhores partidas que disputou. A obra didática contém comentários precisos sobre cada uma das partidas.